# Jean-Christophe Rieu
Pour les articles homonymes, voir Rieu.
Jean-Christophe Rieu né à Boulogne-Billancourt le 22 novembre 1973 est animateur de radio et de télévision.

## Biographie
Après des études de philosophie et deux années de service militaire, il intègre en 2000 le Studio école de France. Dès son inscription, il prend en main les matinales de Triangle FM, une radio de la banlieue ouest de Paris, avec son journaliste Morgan Ville.
Début 2001, il rentre à RMC pour dynamiser leur antenne et faire évoluer le programme vers du « News and talk ». Il participe à la transformation de RMC en RMC Info et part durant l'été 2001 animer la matinale de Europe 2 Tignes, avec Ludovic Ressegand.
Il rejoint RTL2 en réalisant la grille entre minuit et 6 h pendant les vacances et jours fériés.
Après 9 mois passés à RTL2, Jean-Christophe Rieu prend en charge la tranche matinale de Chérie FM Lens qui est en décrochage local, il y travaille pendant 4 ans de 6 h à 9 h 30 aux côtés de Jean-Philippe Piotr et prend comme nom d'antenne « Christophe Rieu ».
Il rejoint ensuite la radio lilloise, Mona FM durant l'été 2006 en tant que coordinateur antenne. Il y anime la tranche de 16 h à 20 h.
Il s'investit aussi dans la production audiovisuelle. Il met en place des émissions en pistes de voix et d'autres en direct et en simultanées vers de nombreuses radios régionales.
Dans le cadre de l'appel à candidatures lancé le 13 novembre 2007 dans la région Nord-Pas-de-Calais pour l'attribution de nouvelles fréquences radio, il dépose un dossier de candidature afin d'obtenir une fréquence pour la ville de Lens et crée la SARL LENS-INFO.
Le 3 juin 2008, le CSA présélectionne le projet et lui attribue la fréquence 101,9 MHz. La radio Lens Info sera diffusée à partir du 30 octobre, la nuit bleue radiophonique prévue fin juin 2008 ayant été décalée à cette date. La radio Lens info a été liquidée par la justice le 24 juillet 2009.
Il a depuis réintégré le réseau France Bleu et plus particulièrement France Bleu Nord où il anime régulièrement les matinales de la fin de semaine.